# Palazzo Adriano
Palazzo Adriano ist eine Stadt der Metropolitanstadt Palermo in der Region Sizilien in Italien mit 1765 Einwohnern (Stand 31. Dezember 2023).

## Lage und Daten
Palazzo Adriano liegt 98 km südlich der Provinzhauptstadt Palermo. Die Einwohner arbeiten hauptsächlich in der Landwirtschaft. Es gibt ein Krankenhaus, eine Grund- und eine Mittelschule und zwei Kindergärten.
Neben verschiedenen anderen Orten in Sizilien wurde auch in Palazzo Adriano der 1990 oskarpreisgekrönte Film Cinema Paradiso von Giuseppe Tornatore gedreht, der den großen Marktplatz „Piazza Umberto I“ weltberühmt machte. Der Ort liegt in der Nähe des Naturschutzgebiets Monti di Palazzo Adriano & Valle del Sosio.
Die Nachbargemeinden sind Bivona (AG), Burgio (AG), Castronovo di Sicilia, Chiusa Sclafani, Corleone, Lucca Sicula (AG) und Prizzi.
Nachdem der Bahnverkehr nach Palazzo Adriano 1959 eingestellt wurde, ist der Ort heute nur noch auf der Straße zu erreichen.

## Geschichte
Im 15. Jahrhundert siedelten sich Albaner an. Die Adeligen, Geistlichen, Bauern, Handwerker und Kaufleute flüchteten vor den Osmanen und werden Arbëresh genannt.

## Sehenswürdigkeiten
- Piazza Umberto I oder Piazza Grande, der Mittelpunkt der Stadt
- Dara-Palast, heute Sitz des Rathauses
- Kirche Santa Maria Assunta erbaut zwischen den 15. und 18. Jahrhundert
- Kirche Santa Maria del Lume aus dem 18. Jahrhundert
- umliegendes Naturschutzgebiet „Monti di Palazzo Adriano & Valle del Sosio“